# Timpanometria

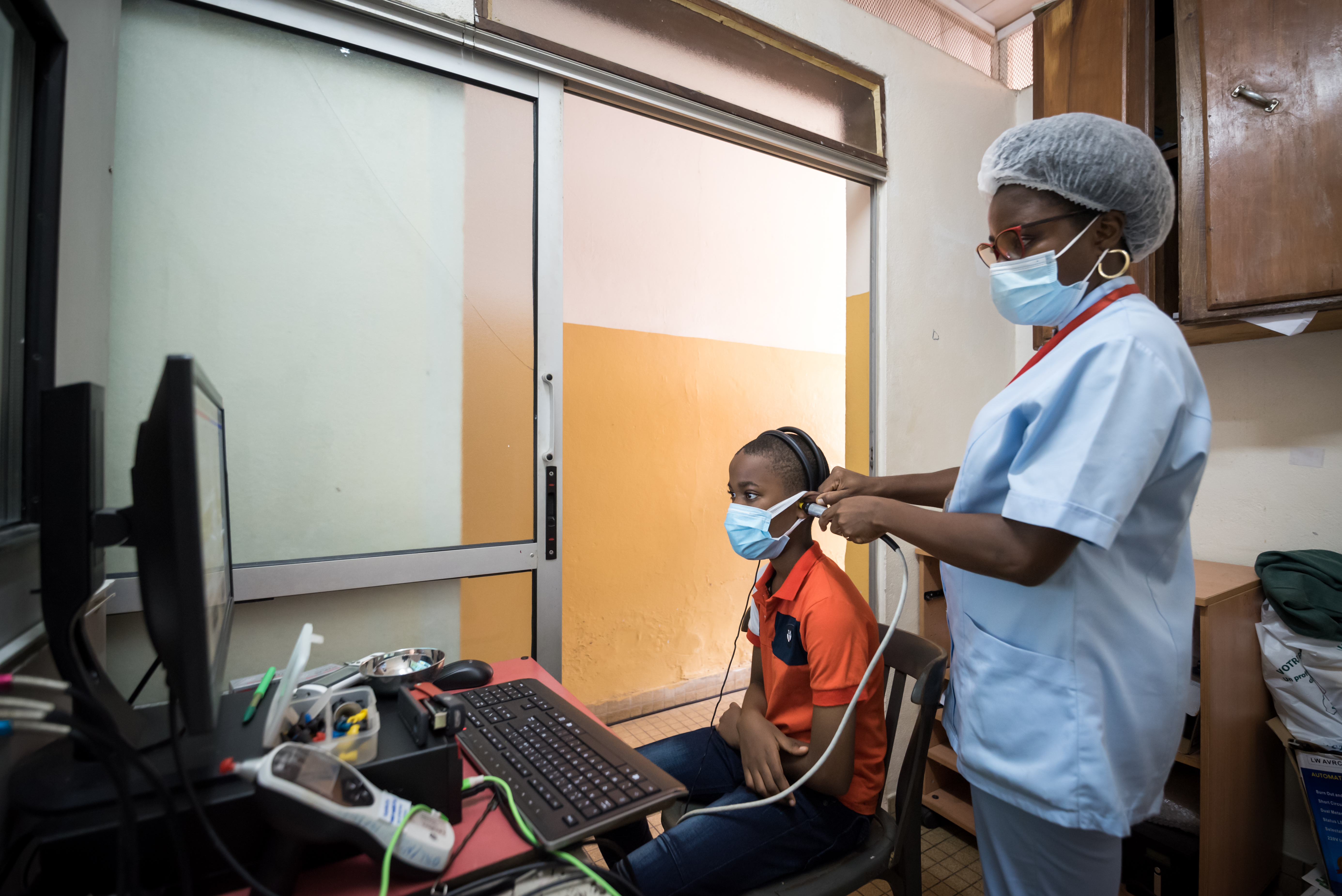
Timpanometria.

La timpanometria è un esame utilizzato per testare la condizione dell'orecchio medio e la mobilità del timpano (Membrana timpanica) e della catena degli ossicini. Avviene creando variazioni di pressione dell'aria nel canale auricolare.
La timpanometria è un esame obiettivo dell'orecchio medio. Non è un test uditivo, ma una misurazione della trasmissione di pressione attraverso l'orecchio medio. Il test non è usato per stabilire la soglia uditiva e i risultati dovrebbero essere interpretati insieme al test audiometrico.
La timpanometria è un'importante componente della valutazione audiometrica. Nella valutazione della perdita di udito, la timpanometria permette la distinzione tra perdita uditiva neurosensoriale e quella trasmissiva, anche con l'ausilio dei test di Weber e Rinne. Inoltre, in un primo approccio terapeutico, la timpanometria può essere utile per la diagnosi dell'otite media, mettendo in evidenza presenza di versamento nell'orecchio medio.

## Funzionamento
Un tono di 226 Hz viene generato dal timpanometro nel canale auricolare, dove il suono colpisce la membrana timpanica, causando la vibrazione nell'orecchio medio, che si trasforma nella percezione conscia del suono. Parte di questo suono viene riflesso e percepito dallo strumento. La maggior parte dei problemi dell'orecchio medio sono il risultato dell'aumento di rigidità dell'orecchio medio stesso, che provoca la riflessione della maggior parte del suono.
La cedevolezza indica come l'energia viene trasmessa nell'orecchio medio. Lo strumento misura il suono riflesso ed esprime in una cedevolezza o, in termini tecnici, compliance, scrivendo i risultati in un grafico detto timpanogramma.
Normalmente, la pressione dell'aria nel canale auricolare è la stessa dell'ambiente esterno. Inoltre, sotto normali condizioni, la pressione dell'orecchio medio è approssimativamente uguale a quella ambientale, in quanto la tuba di Eustachio si apre periodicamente per ventilare l'orecchio medio e riequilibrare la pressione. In un individuo sano, la maggior parte del suono è trasmesso attraverso l'orecchio medio quando la pressione nel canale auricolare è uguale a quella nell'orecchio medio.

## Procedura
Dopo un'Otoscopia (esame dell'orecchio con un otoscopio) per assicurarsi che il canale uditivo esterno sia pulito e non ci sia una perforazione timpanica, il test viene eseguito inserendo la sonda del timpanometro nel canale uditivo. Lo strumento cambia la pressione nell'orecchio, genera un tono puro e misura la risposta del timpano al suono a differenti pressioni. Questo produce una serie di misurazioni di come la compliance varia con la pressione; queste misurazioni vengono trascritte in un grafico, il timpanogramma.

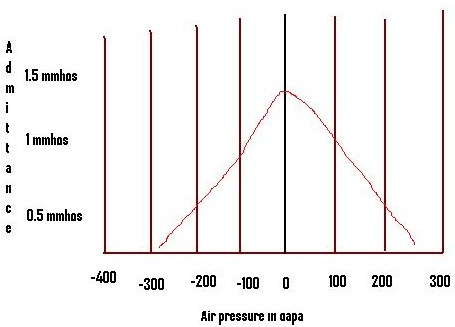
Timpanogramma di tipo A
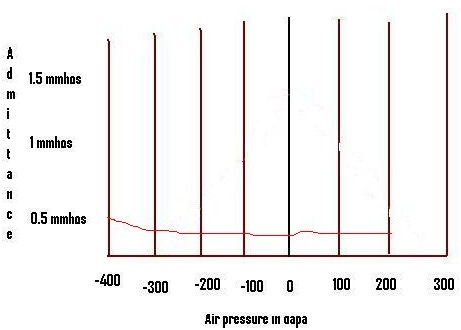
Timpanogramma di tipo B
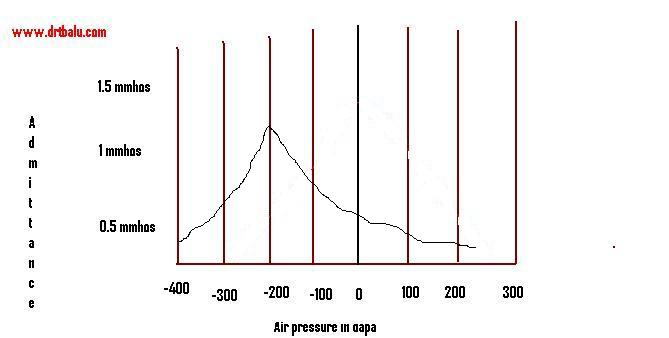
Timpanogramma di tipo C

I timpanogrammi sono classificati in base alla forma del grafico . Un timpanogramma normale (a sinistra) è detto di tipo A. C'è una pressione normale nell'orecchio medio con una normale mobilità del timpano e degli ossicini. I timpanogrammi di tipo B e C possono rivelare un'alterata mobilità del sistema timpano-ossiculare e una sua maggiore resistenza al passaggio del suono. (Jerger 1970)